# Gàlag de Matschie
El gàlag de Matschie (Galago matschiei) és una espècie de primat de la família dels galàgids. Rep el seu nom en honor de Paul Matschie. Viu a Burundi, la República Democràtica del Congo, Uganda i, possiblement, a Ruanda.